# Exsula tyrianthina
Exsula tyrianthina là một loài bướm đêm trong họ Noctuidae.